# Desastre aéreo de Agadir
El Desastre aéreo de Agadir fue un Boeing 707 de la Jordana Alia Airlines (hoy Royal Jordanian), que el 3 de agosto de 1975, se estrelló en una montaña en la aproximación al antiguo Aeropuerto de Agadir Inezgane de Agadir, Marruecos. Todos los 188 pasajeros y tripulantes a bordo murieron. Es el desastre aéreo más mortal que implica a Boeing 707, así como el más mortífero en Marruecos.
Fue el desastre aéreo más grave de 1975.

## Aeronave

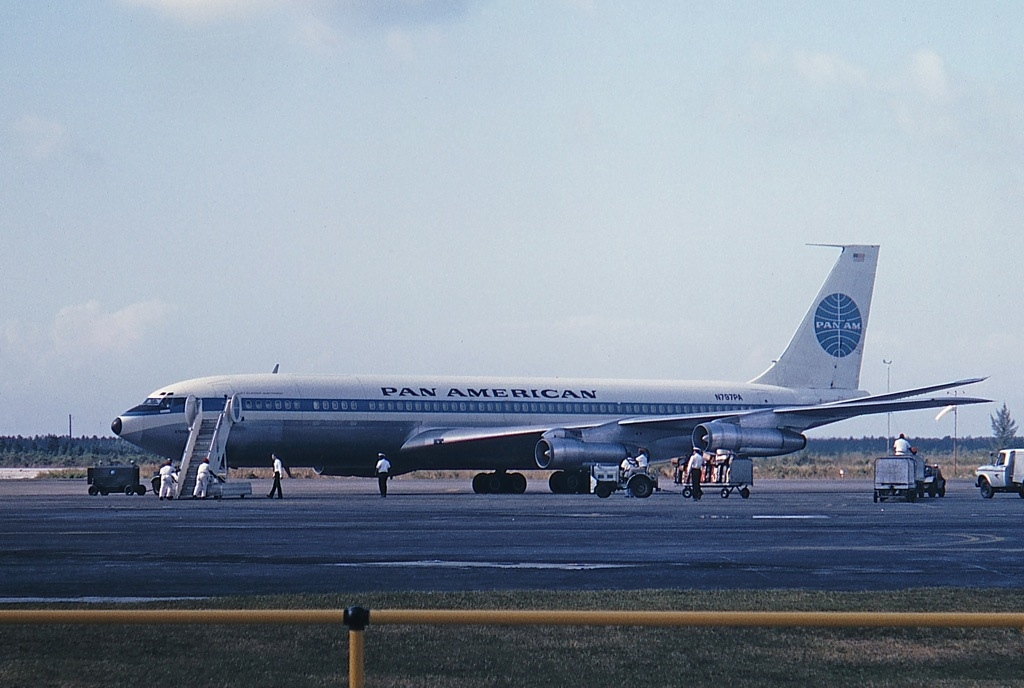
El avión involucrado en el accidente fotografiado en febrero de 1965, mientras aún estaba en servicio con Pan Am como "Clipper Northwind"

La aeronave del accidente es un Boeing 707-321C, se construyó por primera vez el 21 de mayo de 1964, su número de construcción es 18767/376 y se entregó a Pan Am como N797PA y con el sobrenombre de "Clipper Northwind", y un tiempo después, el 15 de abril de 1975 se lo entregó a Alia Royal Jordanian Airlines y se registró como JY-AEE hasta el accidente, el avión tiene 39749 horas de vuelo y está equipado con motores Pratt & Whitney JT3D-3B. Al momento del accidente tenía 11 años y 3 meses. 
El 707 había sido fletado por la compañía aérea nacional de Marruecos, Royal Air Maroc, que volaba con 181 trabajadores franco-marroquíes y sus familias desde Francia a casa para las fiestas.

## Historial

### Antecedentes
El avión salió del Aeropuerto de Fráncfort del Meno, Alemania Occidental aproximadamente a las 11:00 PM del 2 de agosto como vuelo ferry en dirección a París-Le Bourget para recoger principalmente a los trabajadores marroquíes para traerlos de regreso a Agadir para pasar fiestas con sus familiares. 

### Vuelo
El vuelo despega desde Le Bourget a las 2:20 AM (Hora Marruecos) del 3 de agosto y la tripulación pone el aparato en dirección a Agadir-Inezgane, Marruecos, ya 3 horas después de las 4:20 AM (Hora Marruecos), el aparato se encuentra empezando su fase de aproximación sobre el sur del Monte Atlas para acercarse al aeropuerto, Sin embargo, había una intensa y enorme zona de niebla en la zona en la que se encontraba el 707.

### Accidente
La tripulación parece no preocuparse de la intensa niebla que hay a pesar de que se encuentra en una zona muy montañosa, a medida que el 707 fue descendiendo de 8.000 pies, en aproximación a la pista 28, la punta del ala derecha y el motor n°4 (exterior-derecha) chocan contra un pico a 2400 pies (730 m) de altitud. Parte de la ala y el motor se explotó y se separó. El control se perdió y el avión se invirtió y se estrelló en un barranco a las 4:28 AM (Hora Marruecos) cerca del pueblo de Amskroud, las 188 personas a bordo fallecieron al instante.
Los equipos de rescate y lugareños encontraron restos en un área amplia. La destrucción fue tan completa, no hay nada más grande que 10 pies cuadrados (0.9 metros cuadrados fueron encontrados) de tamaño.

## Causa
La causa del accidente se determinó que era por la intensa niebla que hay en la zona y un error del piloto en no garantizar guía de rumbo positivo antes de comenzar el descenso.

## Pasajeros y Tripulación
| Nacionalidad | Pasajeros | Tripulación | Total |
| ------------ | --------- | ----------- | ----- |
| Marruecos    | 177       | -           | 177   |
| Jordania     | -         | 5           | 5     |
| Reino Unido  | -         | 2           | 2     |
| Francia      | 2         | -           | 2     |
| Alemania     | 2         | -           | 2     |
| Total        | 181       | 7           | 188   |